# Józef Skwirut
Józef Skwirut (ur. 14 lutego 1905 w Czarnej Sędziszowskiej, zm. 22 sierpnia 1989 w Tarnowie) – polski duchowny katolicki, proboszcz parafii Żegiestów-Zdrój i Krzyżanowice, społecznik, patron Szkoły Podstawowej z Oddziałami Sportowymi w Proszówkach.

## Życiorys
Był synem Leona i Tekli z domu Pipała. Gimnazjum niższe ukończył w Rzeszowie, a wyższe od klasy piątej w Brzesku. W 1924 r. wstąpił do Wyższego Seminarium Duchownego w Tarnowie, gdzie cztery lata później przyjął święcenia kapłańskie z rąk bpa Leona Wałęgi. Pracował jako wikariusz w Muszynie, Gromniku, Zdziarcu, Libuszy i Nowym Sączu.
W lipcu 1934 r. został proboszczem w Żegiestowie. 9 października 1935 r. z jego inicjatywy powstała tam Powszechna Szkoła im św. Teresy – pierwsza polska szkoła podstawowa w Żegiestowie. Uczęszczało tam wówczas 20 dzieci, z których utworzono dwa oddziały. W 1945 r. został mianowany proboszczem w Krzyżanowicach koło Bochni. Cieszył się autorytetem wśród wiernych, organizował wycieczki i pielgrzymki, edukował oraz służył pomocą w codziennym życiu. Jego pasją była gra na fortepianie – w parafii założył chór i teatr ludowy. W budynku dawnego Katolickiego Uniwersytetu Ludowego założył „Dom sieroty wojennego” dla dzieci, których rodzice zginęli podczas II wojny światowej (działał on do 1963 roku). Ks. Skwirut obdarzony był talentem malarskim, czego dowodem są pozostawione przez niego obrazy (wśród nich jest obraz „Jezu ufam Tobie”, który znajduje się w kościele św. Andrzeja Boboli w Gawłowie). Z jego inicjatywy 15 maja 1947 r. społeczność Proszówek wybudowała most wiszący na rzece Rabie, który umożliwił wygodny dostęp wiernych z tej miejscowości do kościoła w Krzyżanowicach. 5 października 1948 r. na wniosek Wojewódzkiej Rady Narodowej w Krakowie za zasługi na polu pracy zawodowej i społecznej odznaczony został Srebrnym Krzyżem Zasługi.
W 1980 r. zrezygnował z probostwa. Początkowo przebywał w Krzyżanowicach, wspierając kolejnych proboszczów (księży Mariana Biernata i Józefa Bukowca). W 1987 r. przeniósł się do Domu Księży Emerytów w Tarnowie. Zmarł 23 sierpnia 1989 roku. Pochowany został na cmentarzu w Krzyżanowicach. 
3 czerwca 2017 r. Szkole Podstawowej w Proszówkach nadano imię ks. Józefa Skwiruta.  